# Affaire Neda Agha-Soltan
Neda Agha-Soltan (persan : ندا آقاسلطان - Nedā Āġā-Sulṭān ou Nedā Āqā-Soltān) née le 23 janvier 1983 et morte le 20 juin 2009 est une jeune femme iranienne tuée par balle au cours d'une des manifestations de protestation qui ont suivi le résultat contesté de  l'élection présidentielle iranienne de 2009. Un membre de la milice paramilitaire Bassidji est probablement à l'origine du tir mortel. Son agonie en pleine rue a été filmée par des personnes présentes autour d'elle dans la manifestation. La vidéo, non authentifiée en juin 2009, rapidement postée sur Internet, a été diffusée sur les sites de vidéos en ligne et reprise par la plupart des réseaux sociaux d'Internet. Neda est dès lors devenue la figure emblématique des manifestants opposants au régime d'Ali Khamenei et à la réélection de Mahmoud Ahmadinejad.

## Biographie
Neda Agha-Soltan est née dans une famille modeste de Téhéran, d'un père fonctionnaire et d'une mère femme au foyer. Deuxième de trois enfants, elle grandit avec ses frères dans une atmosphère attachée aux valeurs traditionnelles. Elle étudie la philosophie générale et islamique à l'Université d'Azad. Puis, elle se réoriente dans le domaine du tourisme. Passionnée de découvertes, elle suit des cours privés, y compris des cours de langue turque et de musique, chantant et jouant au violon comme au piano de la musique pop iranienne, et participe à des voyages à l'étranger. Elle visite notamment Dubaï, la Thaïlande et la Turquie, où elle a séjourné deux mois avant son décès.
Récemment fiancée au photoreporter Caspian Makan, 37 ans, elle travaillait à temps partiel dans une agence de voyages familiale. Neda était soucieuse de justice, plutôt que politisée. Makan témoigne dans  l'interview donnée à la BBC Perse : « Il semble que les partisans de M. Moussavi essaient de la décrire comme l'une des leurs. Ce n'est pas le cas. Neda et moi étions incroyablement proches et elle n'a jamais soutenu aucun des deux groupes. Neda voulait la liberté et la liberté pour tous ». Hamid Panahi, l'un de ses professeurs, la décrit comme une femme qui était pleine d'énergie et ajoute : « Elle ne supportait pas l'injustice. Tout ce qu'elle souhaitait, c'est que le vrai vote du peuple soit pris en compte ».
En farsi, Nedā signifie « voix » ou « appel ». Pour cette raison, Neda Agha-Soltan a été surnommée la « Voix de l'Iran » (ou aussi l' « Ange de l'Iran »),,,, son prénom devenant après son décès un cri de rassemblement.
Neda Agha-Soltan a été souvent, et est toujours, confondue avec Neda Soltani. Selon un article paru dans le Süddeutsche Zeitung Magazin en février 2010, Neda Soltani est toutefois une personne différente, dont la photo du profil Facebook a été publiée de manière erronée dans de nombreux articles à propos de l'incident. Neda Soltani a essayé en vain de retirer sa photo d'Internet. Finalement, en raison de cette confusion propagée par les médias, Neda Soltani a dû fuir l'Iran et est maintenant demandeuse d'asile en Allemagne,.

## Circonstances de la mort
Un message anonyme sur Twitter indique que Neda se trouvait sur l'avenue Karegar en compagnie de son père (en fait, il s'agissait de son professeur de piano, Hamid Panahi) et de plusieurs de ses camarades, à Téhéran, quand (sortant de voiture, semble-t-il, à  cet instant juste pour prendre l'air) elle aurait été prise pour cible délibérée, sans mobile explicite autre que sa présence là. Le tir a été attribué (en dépit des papiers d'identité qui auraient été confisqués par les manifestants à un présumé tireur et des photos qui auraient été prises de celui-ci avant sa fuite, les preuves formelles seront des plus difficiles à établir) à la milice Bassidji, constituée d'hommes armés en civil et destinée à la répression intérieure. Une vidéo amateur non datée des derniers instants de la vie de Neda fut alors mise en ligne sur Facebook et YouTube, et se diffusa rapidement sur Internet. Les vidéos étaient accompagnées de ces lignes, par la suite attribués au docteur Arash Hejazi (un témoin contre lequel les autorités iraniennes ont lancé, le 1er juillet 2009, un mandat d'arrêt), décrivant les circonstances de la mort :

« À 19 h 05 le 20 juin, sur l'avenue Karegar, au carrefour entre les rues Khosravi et Salehi. Une jeune femme qui marchait au côté de son père et regardait la manifestation fut tuée, apparemment par un membre Bassidji caché sur le toit d'une maison. Il avait une vue dégagée et ne pouvait pas la manquer. Cependant, il visa directement au cœur. Je suis docteur et je me suis précipité pour essayer de la sauver. Mais l'impact de la balle était si intense que la balle avait explosé dans sa poitrine, et elle mourut en moins de deux minutes. Les manifestations étaient à environ un kilomètre dans une rue voisine et une partie de la foule courait en direction de la rue Salehi, à cause des gaz envoyés contre eux. La vidéo a été enregistrée par un ami qui était à mes côtés. Je vous en prie, faites en sorte que le monde le sache. »

Son décès a été formellement reconnu lors de son transfert à l'hôpital Shariati.
Après une huitaine de jours, une enquête officielle privilégiant, selon les déclarations du chef de la police iranienne Ismail Ahmadi Moghaddam, l'hypothèse d'« une manipulation » qui aurait été ourdie depuis l'étranger, a été ouverte par les autorités judiciaires iraniennes. Tandis que, dès le 25 juin, la BBC avait été accusée par la presse pro-gouvernementale d'avoir payé un tireur, le 4 juillet, le directeur de la Radio-Télévision de la république Islamique d’Iran, Ezzatollah Zarghami, a soutenu que les vidéos de la mort de Neda n'auraient été que des « faux » produits par la BBC et CNN.

## Vidéos: leur rapide diffusion mondiale
Les journalistes étant, depuis le début des troubles en Iran, soumis à la censure avec interdiction de couvrir toutes manifestations non autorisées, l'information sur celles-ci est exclusivement due aux citoyens. Il existe néanmoins, apparemment, trois vidéos témoignant - de manière crue voire insoutenable - des conditions de la mort de Neda Agha-Soltan. La première montre Neda s'effondrant sur le sol, apparemment toujours consciente. La seconde la montre alors qu'elle perd conscience et commence à saigner abondamment.
La première vidéo semble avoir été enregistrée à l'aide d'un téléphone portable. Le caméraman approche un groupe de personnes. Alors qu'il s'approche, Neda s'effondre, une mare de sang à ses pieds. Deux hommes essayent de la ranimer. Les secondes passent, ses yeux tournent, elle semble perdre conscience. Des cris sont entendus alors que le sang sort de son nez et de sa bouche. C'est à ce moment-là que la seconde vidéo commence. Le cameraman s'approche de Neda et des deux hommes. Dans la première vidéo, le premier homme peut être entendu appeler Neda par son nom :

« Neda, n'aie pas peur. Neda, n'aie pas peur. [phrases couvertes par les cris] Neda, ma chérie, reste avec moi. Neda reste avec moi ! »

Une troisième vidéo semble montrer Neda accompagnée d'une personne plus âgée qu'elle, qui est sans doute son professeur de musique.
Les vidéos de l'agonie de Neda ont été largement diffusées sur Internet, d'abord sur Facebook et YouTube, avant d'être reprises de toutes parts sur le web et, en quelques heures, vues par des centaines de milliers d'internautes. L'écrivain brésilien Paulo Coelho va contribuer à authentifier l'une des vidéos sur son blog. Lorsqu'il a vu, comme tant d'autres, la vidéo de la mort de Neda, voici ce qu'il a écrit :

« Mon meilleur ami en Iran, un médecin qui m'a montré sa culture magnifique quand j'ai visité Téhéran en 2000, qui a fait la guerre au nom de la République islamique contre l'Irak, qui a pris soin des soldats blessés au front, qui s'est toujours tenu aux vraies valeurs humaines, est celui que l'on voit sur cette vidéo en train d'essayer de ressusciter Neda, touchée en plein cœur. »

« C'est donc l'ami médecin de Paulo Coelho qui dit à la jeune femme « Neda, reste avec nous ! » alors qu'elle répond « je brûle, je brûle. » Et qu'elle meurt. » L'écrivain décide à son tour de faire circuler la vidéo. Par ailleurs, le site du journal britannique The Guardian a fait état d'un Iranien vivant aux Pays-Bas qui aurait reçu, le jour même par courriel, la vidéo d'un de ses amis qui participait à la manifestation au cours de laquelle Neda est décédée.
La mort de Neda est alors répercutée par les médias. Les hommages se multiplient sur la base de photos ou de séquences vidéo en faisant de la jeune fille une icône de la contestation dépassant de loin sa personne.

## Erreur d'identification avec Neda Soltani
Lors de la publication de la vidéo initiale, de nombreux médias et notamment CNN, identifient formellement la victime comme Neda Solatani, avec unique source la photo Facebook de Neda Solatani. La radio américaine Voice of America identifie à son tour Neda Soltani comme la victime. Leur ressemblance et leur approximative homonymie, met en danger de mort Neda Soltani. Cette universitaire reconnue en Iran devint du jour au lendemain, un objet de polémique. Elle est alors convoquée par les services secrets iraniens qui veulent instrumentaliser la confusion. Elle refuse et se voit contrainte de fuir son pays, se réfugie en Allemagne où elle demande l'asile politique. Elle écrit un livre Mein gestohlenes Gesicht (Mon visage volé).

## Un symbole de la liberté en Iran et à l'étranger
Le jour même, les discussions au sujet de Neda sur Twitter devinrent un trending topic (sujet tendance). L'authenticité des vidéos, le lieu de l'incident, l'identité du tueur n'ont pas pu être immédiatement confirmés par des journalistes indépendants. Dans les médias iraniens, il n'a pas été fait état de sa mort à l'inverse des médias internationaux comme CNN floutant tout d'abord son visage par respect pour elle, puis décidant finalement de diffuser la vidéo originale. Après son identification, les médias du monde occidental (BBC, CBS News, Time, New York Times, Daily News, Corriere della Sera, La Repubblica, La Vanguardia, Correio da Manhã, Der Spiegel, Stern, Le Monde, Le Figaro, LCI, etc.) ainsi qu'Al Jazeera ont ensuite repris l'information, et peu à peu apporté des détails sur la jeune femme. Les photos sanglantes de Neda se sont aussi affichées sur presque toutes les unes des quotidiens arabes (Al-Ahram en Égypte, Al-Charq Al-Awsat en Arabie saoudite, Al-Mustaqbal et Al-Saphir au Liban, etc) ainsi qu'en Turquie (Milliyet).
Une manifestation à Téhéran, le 22 juin, sur la place Haft-e Tir, s'est voulue un hommage à Neda et aux morts des manifestations de la semaine écoulée. Mir Hossein Moussavi a déclaré souhaiter un lâcher de ballons le 26 juin à Téhéran avec le message « Neda, tu resteras dans nos cœurs pour toujours » imprimé sur chacun d'eux. Le second candidat de l'opposition, Mehdi Karoubi, a lancé un appel à manifester en son souvenir sur Facebook. Plusieurs rassemblements à sa mémoire ont eu lieu dans le monde, notamment à San Francisco, à Los Angeles, à Istanbul, à Oslo, à Londres ou à Paris. Sur les pancartes, aux côtés de la photographie de Neda défigurée par son sang, ce slogan : « This is islamic democracy » (Ceci est la démocratie islamique). Il a été suggéré de rebaptiser l'avenue où elle a été tuée en lui attribuant son nom. Le grand ayatollah Hossein Ali Montazeri, le plus haut dignitaire du clergé chiite iranien en confrontation avec le pouvoir, a appelé à trois jours de deuil à la mémoire de Neda.
À l'étranger, Reza Pahlavi, le fils de l'ancien Shah d'Iran, a déclaré considérer désormais Neda comme l'une de ses filles. Aux États-Unis, le sénateur John McCain lui a rendu hommage « en son nom et au nom de son pays » de manière solennelle. Le 23 juin, le président Barack Obama, qui s'est dit « choqué et outré », a fait allusion à Neda Agha-Soltan, en déclarant : « nous avons vu des femmes courageuses faire face à la brutalité et aux coups et été confrontés aux images d'une femme blessée à mort dans les rues de Téhéran ». Le Monde note que le président américain a renouvelé cet hommage public par « une allusion transparente aux manifestantes iraniennes et à la jeune étudiante Neda » lorsqu'il a appris, le 9 octobre 2009, avoir reçu le Prix Nobel de la paix (lequel aurait même dû être décerné à la jeune femme, selon le Washington Post). En Italie, il a été décidé le 6 juillet, lors d'une session du conseil municipal, de lui attribuer le nom d'une rue à Rome.
The Guardian a affirmé, pour sa part, que « la rapidité avec laquelle cette histoire a fait le tour du monde pourrait représenter une des pires menaces envers le régime iranien en trente ans ». Ainsi, « la mort de Neda […] permet de synthétiser en un seul événement le complexe mouvement de protestation iranien ». « Neda Agha-Soltan sera probablement à jamais l'ultime symbole » de la révolte iranienne de 2009.
David Connett a écrit dans The Independent :  « Le gros plan sur le visage ensanglanté de Neda rejoint les images symboliques de l'histoire récente, avec celles  des soldats américains hissant le drapeau américain à Iwo Jima en 1945, de l'enfant courant sous une bombe au napalm lors de la guerre du Viêt Nam en 1972, et de l'homme seul face à un char place Tian'anmen en 1989 ».

## Le deuil comme moteur de protestation
Les autorités iraniennes n'ont rendu la dépouille de leur fille à ses parents qu'à la condition qu’ils l’enterrent rapidement et sans faire de bruit, renonçant à laisser entrer les fidèles le lundi 22 juin lors  de la cérémonie à la mosquée Niloufar. Soixante-dix personnes restées dehors en dépit de l'annonce placardée au mur (« Pas d'hommage à Neda Agha-Soltan ») ont été dispersées au bout de dix minutes par des miliciens à moto. La jeune femme a été inhumée au cimetière de  Behesht-e Zahra.
Time Magazine a émis l'hypothèse que « quelles qu'en soient les circonstances exactes, sa mort pourrait tout changer. Les cycles du deuil dans l'islam chiite pourraient nourrir l'agenda du combat politique ». Robin Wright estime que la mort de Neda pourrait amorcer les cycles observés durant la révolution islamique et qui ont mené à la destitution du Shah.
Les chiites, majoritaires en Iran, observent une période de deuil incluant des rassemblements trois, sept, puis quarante jours (Arbaïn) après la mort de la personne, particulièrement si elle devait être considérée comme martyre - un aspect important de cette foi, la principale fête religieuse chiite est l'Achoura, qui commémore le martyre d'Ali Ibn Taleb. Pour Yann Richard, « c'est d'autant plus fort qu'il s'agit d'une femme. En outre, le fait qu'un jeune homme se soit présenté comme son fiancé a renforcé la portée de cette mort : Neda a fait le sacrifice de son amour ».
Ces célébrations ont eu lieu sur sa tombe : l'une avec discrétion, le 26 juin et, la suivante, de façon beaucoup plus massive, le 30 juillet. Les autorités, pour stopper le martyrologe de Neda, avaient pourtant interdit à la famille d'afficher des images de leur fille ou un simple drapeau noir à l'orée de leur appartement de la rue Meshkini, qu'ils auraient même été contraints de quitter sous la pression policière. Toutefois, des images de Neda étaient apparues partout dans Téhéran. Toujours avec le même objectif d'enrayer cette dramatisation religieuse, les mosquées de Téhéran ont reçu l’interdiction expresse d'appeler à des prières collectives en son nom.  Lors des manifestations qui ont eu lieu les 24 et 25 juillet à travers le monde, à Paris, « les manifestants - en majorité des Iraniens - étaient tous munis d'un portrait, surmonté d'une rose blanche, de Neda ». Sur l'Internet, de nombreux clips à sa mémoire prolongent aussi la contestation politique.